# Nokia 7380
Le Nokia 7380 est un téléphone de l'entreprise Nokia. Il est monobloc avec une forme de bâton.

## Caractéristiques
Les caractéristiques de cet appareil sont les suivantes :
- Système d'exploitation Symbian OS
- GSM avec 	un support de GSM 900, GSM 1800, GSM 1900
- 11,4 × 3 × 2 cm pour 80 grammes
- Écran  de type TFT avec un affichage de 104 × 208 pixels
- Appareil photo numérique : 2 mégapixel soit 1 600 × 1 200 px
- Radio FM
- Vibreur
- DAS : 0,65 W/kg.